# Райнер (тауншип, Миннесота)
Райнер (англ. Reiner) — тауншип в округе Пеннингтон, Миннесота, США. На 2000 год его население составило 94 человека.

## География
По данным Бюро переписи населения США площадь тауншипа составляет 69,8 км², из которых 69,8 км² занимает суша, водоёмов нет.

## Демография
По данным переписи населения 2000 года здесь находились 94 человека, 38 домохозяйств и 28 семей. Плотность населения —  1,3 чел./км². На территории тауншипа расположена 41 постройка со средней плотностью 0,6 построек на один квадратный километр. Расовый состав населения: 100,00 % белых.
Из 38 домохозяйств в 26,3 % воспитывались дети до 18 лет, в 71,1 % проживали супружеские пары, в 2,6 % проживали незамужние женщины и в 26,3 % домохозяйств проживали несемейные люди. 23,7 % домохозяйств состояли из одного человека, при том 2,6 % из — одиноких пожилых людей старше 65 лет. Средний размер домохозяйства — 2,47, а семьи — 2,96 человека.
20,2 % населения — младше 18 лет, 9,6 % — в возрасте от 18 до 24 лет, 27,7 % — от 25 до 44, 28,7 % — от 45 до 64, и 13,8 % — старше 65 лет. Средний возраст — 40 лет. На каждые 100 женщин приходилось 113,6 мужчин. На каждые 100 женщин старше 18 приходилось 114,3 мужчин.
Средний годовой доход домохозяйства составлял 31 563 доллара, а средний годовой доход семьи —  31 875 долларов. Средний доход мужчин —  30 417  долларов, в то время как у женщин — 17 083. Доход на душу населения составил 18 003 доллара. За чертой бедности не находились ни одна семья и ни один человек.